# Ledvice
Ledvice é uma cidade checa localizada na região de Ústí nad Labem, distrito de Teplice.